# エチオピア・セム諸語
エチオピア・セム諸語（エチオピア・セムしょご、Ethiopian Semitic、Ethio-Semitic）は、セム語派の下位群のひとつで、エチオピア、エリトリアおよび隣接するスーダンで話される諸言語である。
単にエチオピア諸語（Ethiopic）とも呼ぶが、エチオピアにはセム語派以外にもクシ語派やオモ語派などの言語が話されている。

## 概要
エチオピアには紀元前1千年紀以降にアラビア半島南西部からセム語派の言語が伝わったと考えられている。この地域にはもとクシ語派の言語が話されており、エチオピア・セム諸語には構文上クシ語派の影響が見られる。
もっとも古い文献があるのはゲエズ語であり、4世紀はじめ以来の資料が残っている。ゲエズ語は古代のアクスム王国の言語であった。最初期の資料は子音のみを記す南アラビア文字で書かれたが、その後、母音記号を加えたアブギダであるゲエズ文字（エチオピア文字）が発達した。アクスム王国の滅亡した10世紀には話しことばとしてはおそらく消滅していたが、その後もエチオピア正教会の典礼言語として使われ、また19世紀末まで実質上唯一のエチオピアの公式の文章語であり続けた。
ゲエズ語はもっとも古い文献の残る言語ではあるが、ほかのエチオピア・セム諸語がゲエズ語から発達したわけではない。たとえばゲエズ語では否定辞は i < *ay だが、アムハラ語では al であり、アムハラ語の方が古い形を示す。
現代の言語でゲエズ語に近いものに、エチオピア北部とエリトリアで話されるティグリニャ語とティグレ語があり、この3つの言語は北エチオピア諸語を構成する。
南エチオピア諸語には十数種類の言語があるが、もっともよく知られた言語はエチオピア国語のアムハラ語である。アムハラ語の話者はおそらく1500万人ほどであり、これはアフリカの言語としてはアラビア語、スワヒリ語、オロモ語の次に多く、セム語派の中ではアラビア語についで多い。アムハラ語の最古の資料は14世紀にさかのぼり、20世紀になると多数の文献が書かれるようになった。ほかにエチオピア東部のハラルの城内の言語であるハラリ語や、南部諸民族州グラゲ県のさまざまな言語（ソッド語など）がある。

## 特徴
エチオピア・セム諸語の動詞活用体系は、完了形については西セム諸語に特徴的な *qatala 型を持つが、未完了形は *yaqattal 型であり、中央セム諸語の改新形である *yaqtulu にはなっていない。
動詞の人称語尾接尾辞の子音が k に揃えられており、たとえば一人称単数は -ku、二人称単数男性は -ka になる。この特徴は南セム諸語に共通である。これに対して中央セム諸語では三人称以外で t が見られる。
存在を表す動詞（アムハラ語 allä < *hlw）は、形の上では完了形だが、意味の上では未完了である。これはクシ語派の影響とされる。
ゲエズ語の語順はVSO型またはSVO型であり、修飾語（名詞、形容詞）は被修飾語に後置されるのが普通だが、ほかの言語はSOV型で、修飾語が被修飾語に前置されることが多い。